# Iglesia de Santo Domingo (Jerez de la Frontera)
La iglesia de Santo Domingo, también llamado de forma indistinta convento de Santo Domingo, son una iglesia y convento católicos situada en Jerez de la Frontera (Andalucía, España).
Su importancia histórica radica en ser uno de los primeros templos en levantarse extramuros. La tradición cuenta que en ella se celebró la primera misa católica en Jerez tras la Reconquista, oficiada por el patrón de los marineros, Pedro González Telmo.
Junto a la iglesia se encuentran los Claustros de Santo Domingo, que formaron parte del convento hasta la desamortización de Mendizábal. 

## Características
La iglesia actual perteneció originalmente al convento de Santo Domingo, levantado en el siglo XIII tras la Reconquista de la ciudad por parte de Alfonso X El Sabio. Experimentó una gran transformación tras la desamortización de Mendizábal, desafectando entre otras instalaciones los claustros para su uso civil. En 1886 volvió a ser monasterio habitado, construyéndose un nuevo edificio anexo para alojamiento de los dominicos.
El conjunto conventual y eclesiástico de Santo Domingo es una de las más valiosas muestras del patrimonio andaluz, en cuya arquitectura se conjugan elementos mudéjares, góticos y renacentistas.
Hermandades:
- Hermandad De La Oración En El Huerto 
- Hermandad Del Rocío 
- Archicofradía Del Rosario 
- Corte De Consolación 
- Retablo mayor: obra barroca, realizada por Francisco Antonio de Soto (1690).
- Capilla de Consolación: en ella se encuentra la copatrona de la ciudad,[3] valioso exponente del arte renacentista (1537) y obra de Pedro Fernández de la Zarza.[4] El retablo-baldaquino es una de las obras más destacadas de Andrés Benítez (1768). Cuenta con dos unicornios en su parte superior.[5]
- Capilla de la Virgen del Rosario de los Montañeses es gótica (1525) pero posee decoración barroca: portada de Andrés Benítez (1764) y retablo de Agustín de Medina y Flores y Diego Roldán (1740). Financiada por la Archicofradía de igual nombre (que en el siglo XIX adquirió el templete de plata de la imagen), con sede en la Iglesia y todavía en activo.[6]
- Sacristía: levantada en 1629 por Antón Martín Calafate.
- Cristo de la Salud, del siglo XVI[7]
- La capilla de los Cuenca: sufragada por el caballero Francisco de Cuenca, se construyó de 1524 a 1545.[8]

A principios del siglo XX albergó un museo tras su desamortización, llegando a albergar más de 3.000 piezas.
Es la sede de la Hermandad del Rocío de Jerez.

## Claustros de Santo Domingo
Los claustros de Santo Domingo, anexos a la iglesia, construidos en el siglo XV, pasaron a uso civil en siglo XIX y propiedad municipal en 1983.
Actualmente acoge exposiciones y actos culturales tras su restauración.

## Historia
El Convento poseyó un extenso olivar en el siglo XVI, así como un importante rebaño de ganado.

## Estado
En 2019, gracias al rodaje de la serie The Crown se pudo restaurar la fachada lateral del edificio.
No obstante hay piezas, como un Cristo de caña de más de 500 años, que necesita restauración.
En 2020 se produce el robo de una estatua de San Pío V de su retablo.

## Sede
La Iglesia es sede de la hermandad de El Huerto (de pasión), y la del Rosario de los Montañeses (de gloria, que procesiona el día de El Pilar).

## Galería de imágenes

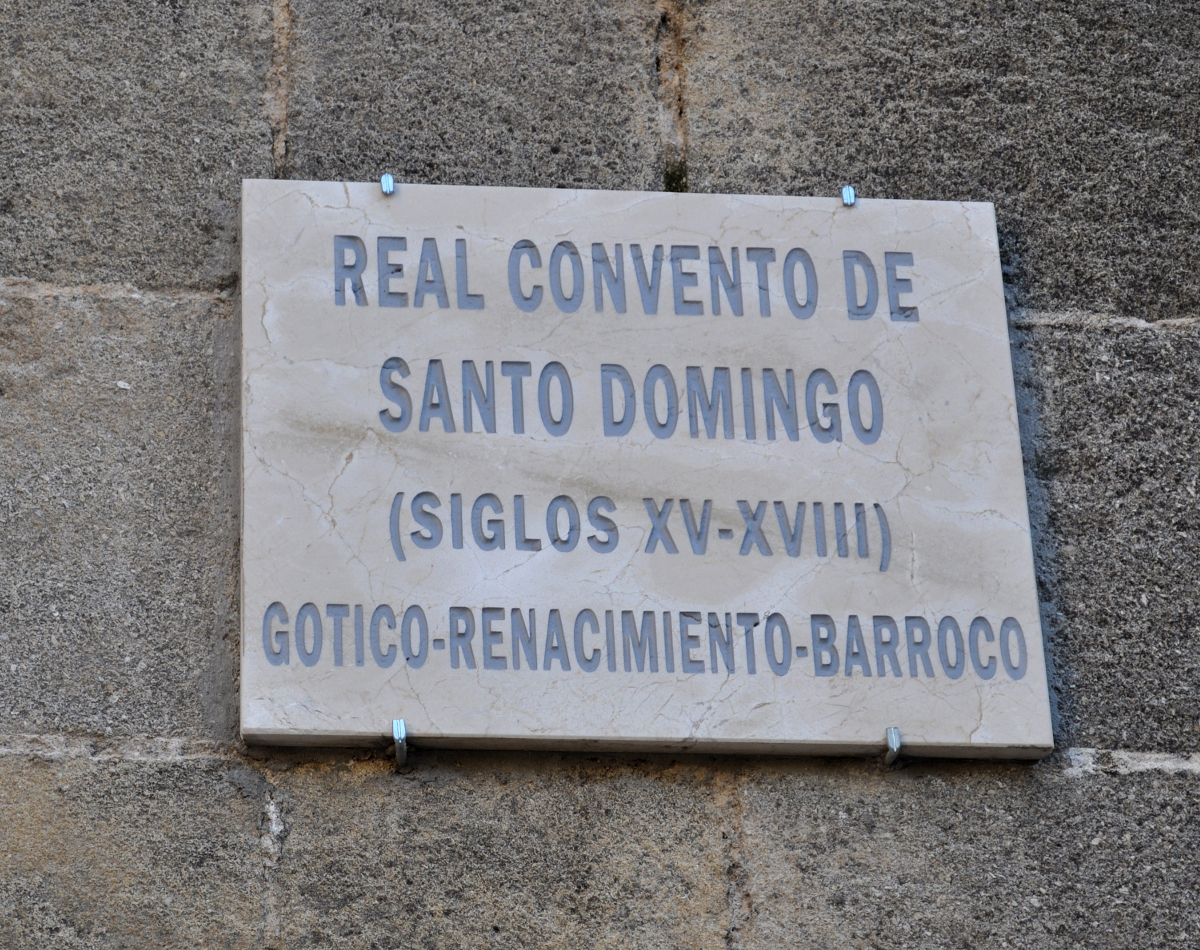
Placa en la entrada
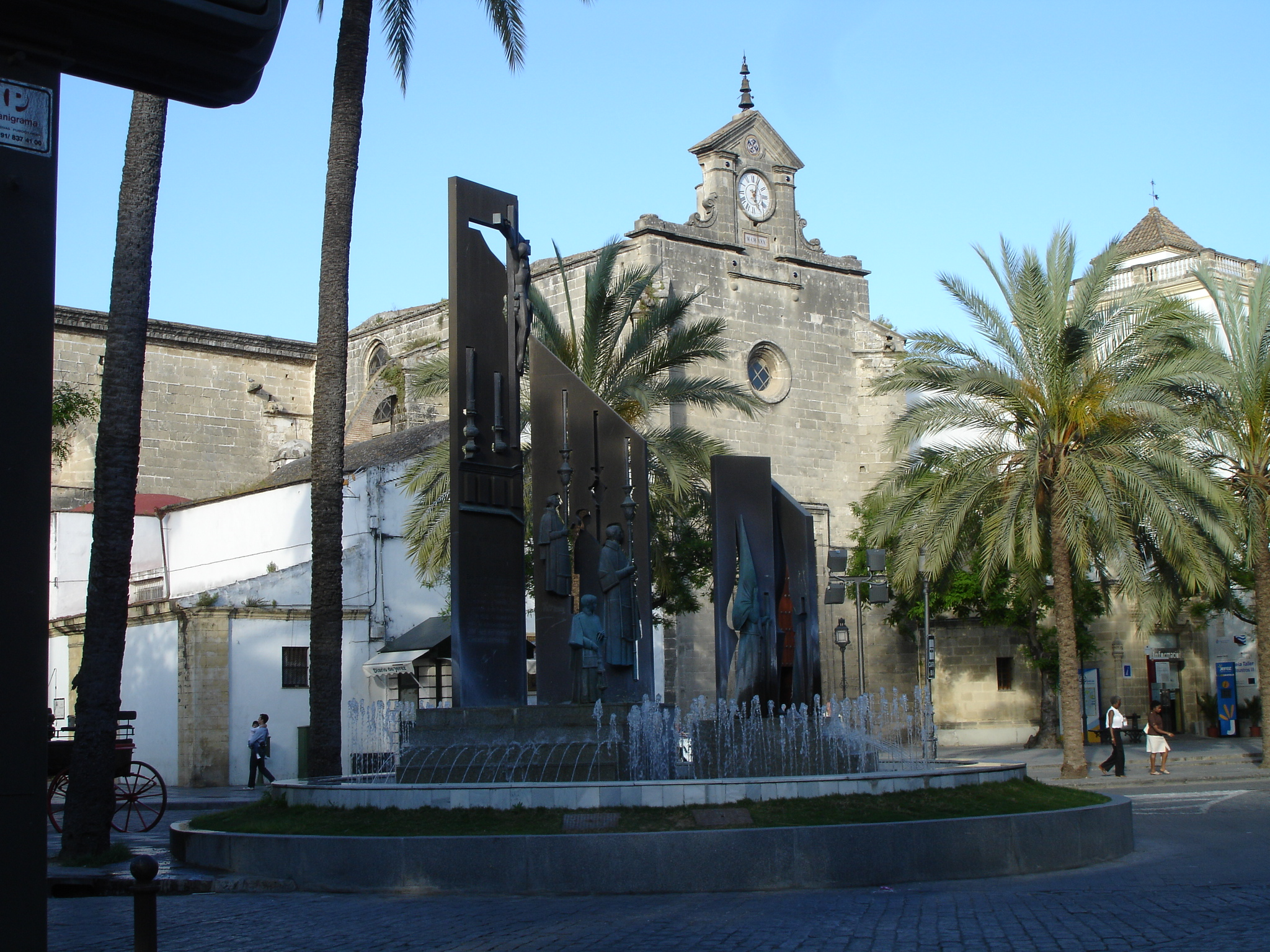
Frontal de la iglesia
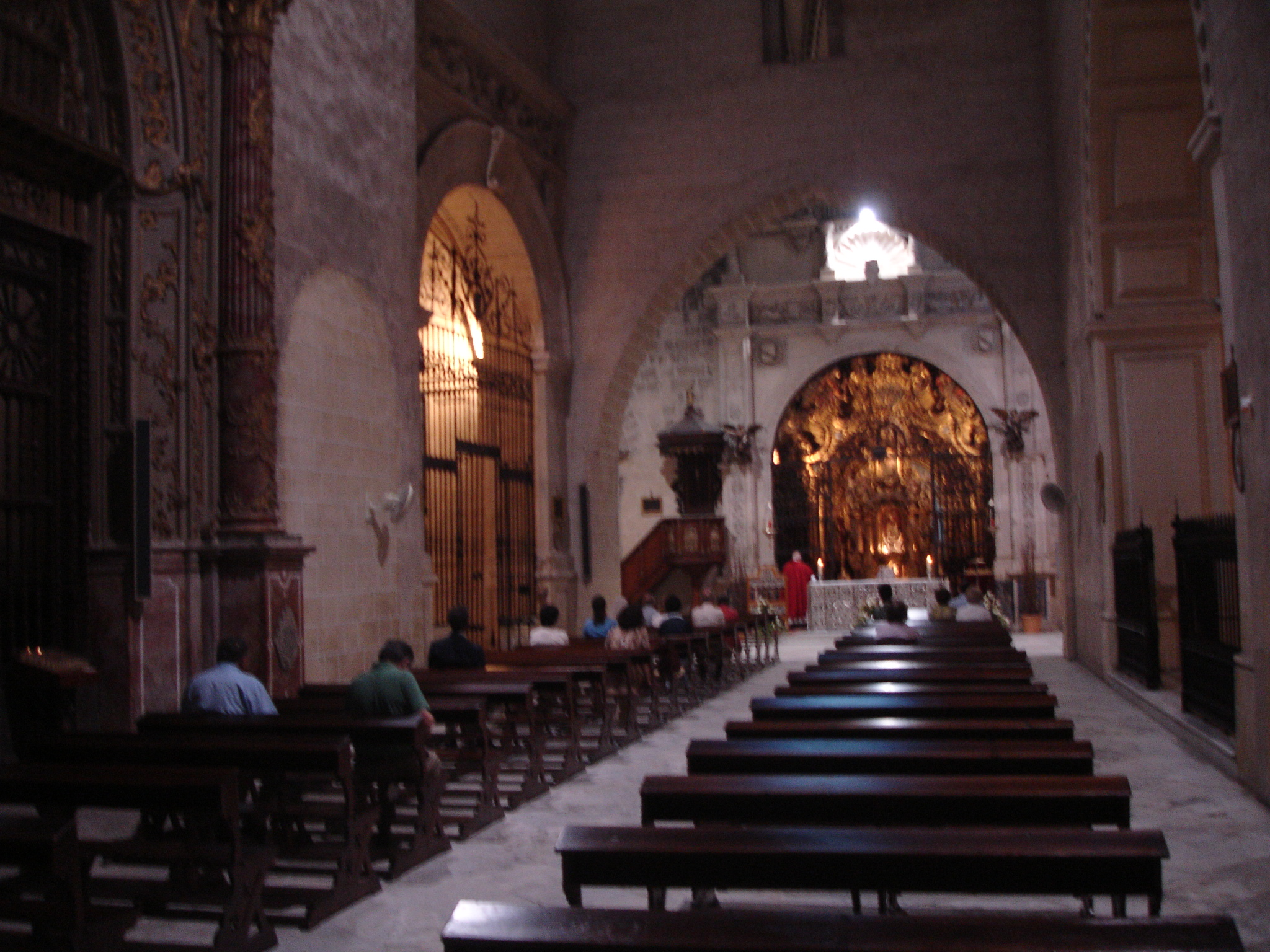
Nave Central
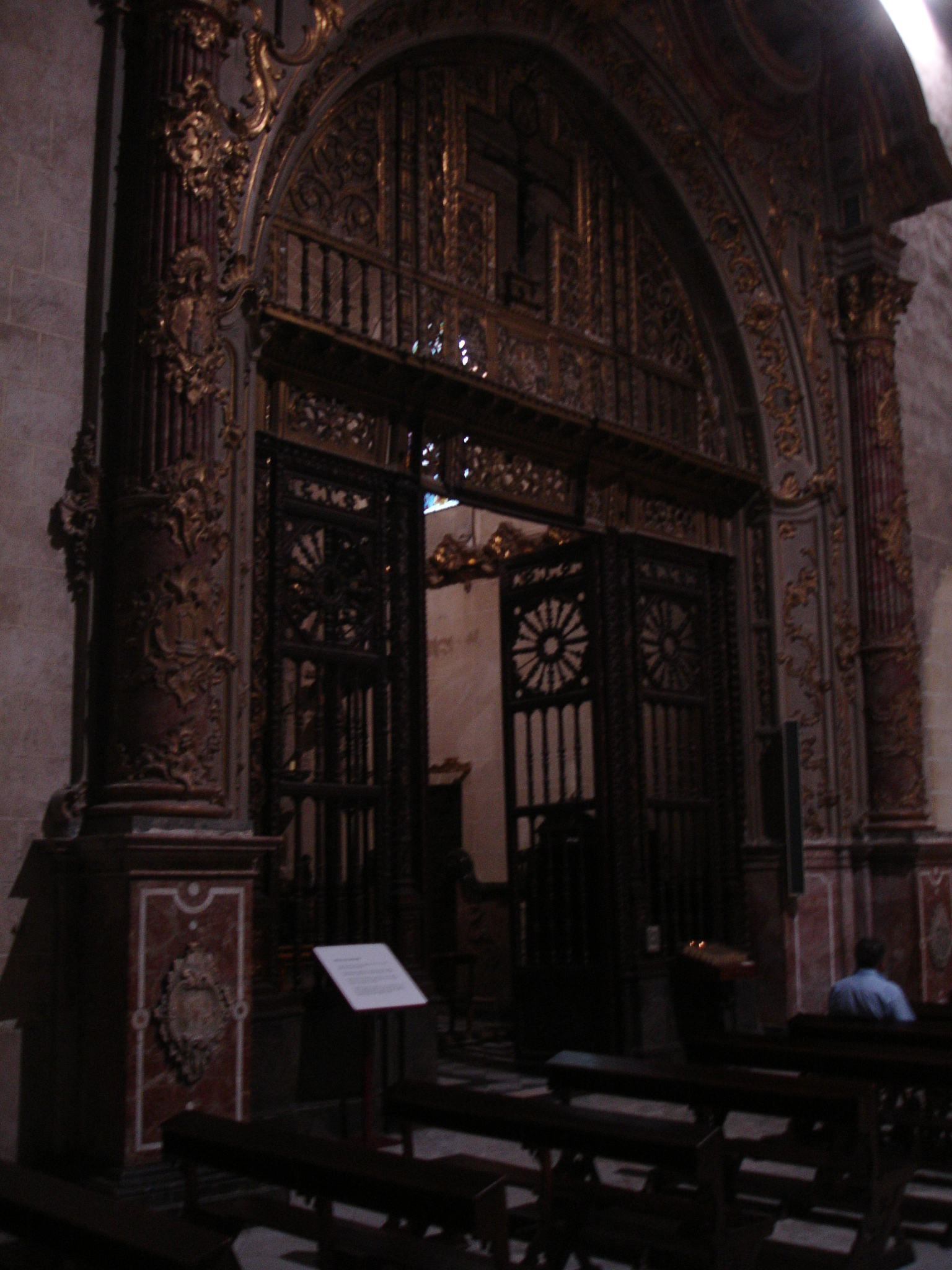
Capilla Lateral